# André Schürrle
André Horst Schürrle (ur. 6 listopada 1990 w Ludwigshafen am Rhein) – niemiecki piłkarz, który  występował na pozycji pomocnika. W latach 2010-2017 reprezentant Niemiec. Zwycięzca Mistrzostw Świata w 2014 roku. 
W swojej karierze występował w m.in. takich klubach jak: Chelsea, Borussia Dortmund, Bayer Leverkusen, 1. FSV Mainz 05 czy VfL Wolsburg.

## Kariera klubowa
Schürrle zaczynał swoją karierę w Ludwigshafener SC, jednakże w 2006 przeszedł do drużyny 1. FSV Mainz 05. To właśnie z tym klubem w 2009 zdobył młodzieżowe mistrzostwo Niemiec. W lipcu 2009 podpisał swój pierwszy profesjonalny kontrakt z klubem i niedługo później zadebiutował w Bundeslidze. Stało się to w zremisowanym 2:2 meczu z Bayerem 04 Leverkusen. We wrześniu 2010 1. FSV Mainz 05 ogłosiło, iż od lipca 2011 Schürrle będzie zawodnikiem Bayeru 04 Leverkusen. W czerwcu 2013 Schürrle został sprzedany do angielskiej Chelsea, z którą podpisał pięcioletni kontrakt. Pierwszego gola w barwach Chelsea zdobył w meczu z Manchesterem City wygranym 2:1. 1 marca 2014 zdobył hat-tricka w meczu z Fulham, przyczyniając się do zwycięstwa Chelsea 3:1. 2 lutego 2015 podpisał ważny do 2019 kontrakt z VfL Wolfsburg. Już rok później został sprzedany do Borussii Dortmund, gdzie grał do zakończenia kariery.

## Kariera reprezentacyjna
Schürrle zadebiutował w reprezentacji do lat 19 w wygranym 3:0 spotkaniu z reprezentacją Luksemburga rozgrywanym w ramach eliminacji do Mistrzostw Europy U-19. W 2009 dzięki swoim imponującym występom w barwach Mainz Schürrle został powołany do reprezentacji Niemiec do lat 21. Od tego czasu rozegrał w niej cztery spotkania i zdobył trzy gole. W zespole U-21 debiutował w wygranym 11:0 spotkaniu z reprezentacją San Marino. 17 października 2010 zadebiutował w dorosłej reprezentacji w zremisowanym 0:0 towarzyskim spotkaniu ze Szwecją. Zagrał w meczu Euro 2012 z Grecją, który Niemcy wygrali 4:2. 15 października 2013 podczas meczu el. Mistrzostw Świata 2014 skrzydłowy zdobył trzy gole w meczu ze Szwecją. Mecz zakończył się zwycięstwem Niemiec 5:3. W półfinale MS 2014 trafił dwa razy z rzędu do bramki reprezentacji Brazylii, ustalając wynik na 7:0 (mecz zakończony wynikiem 7:1).

## Sukcesy

### Borussia Dortmund
- Puchar Niemiec: 2016/2017

### Reprezentacyjne
- Mistrzostwo świata: 2014
- 3. miejsce na Mistrzostwach Europy: 2012, 2016

## Odznaczenia
- Srebrny Liść Laurowy (2014)[8]